# Śródmieście, Rybnik
Śródmieście [ɕrudˈmjeɕt͡ɕe] (có nghĩa là trung tâm thành phố) là một quận của Rybnik, Silesian Voivodeship, miền nam Ba Lan. Vào cuối năm 2013, nó có khoảng 7.700 cư dân.
Khu phố bao gồm khu vực truyền thống của Rybnik, thành phố cổ, với quảng trường chợ, tòa thị chính, Vương cung thánh đường St. Anthony, nhà thờ Đức Mẹ Sầu Bi, nhà thờ Lutheran, lâu đài Piast cũ, nhà hát.